# Maria Isabella van Bourbon (1851-1931)

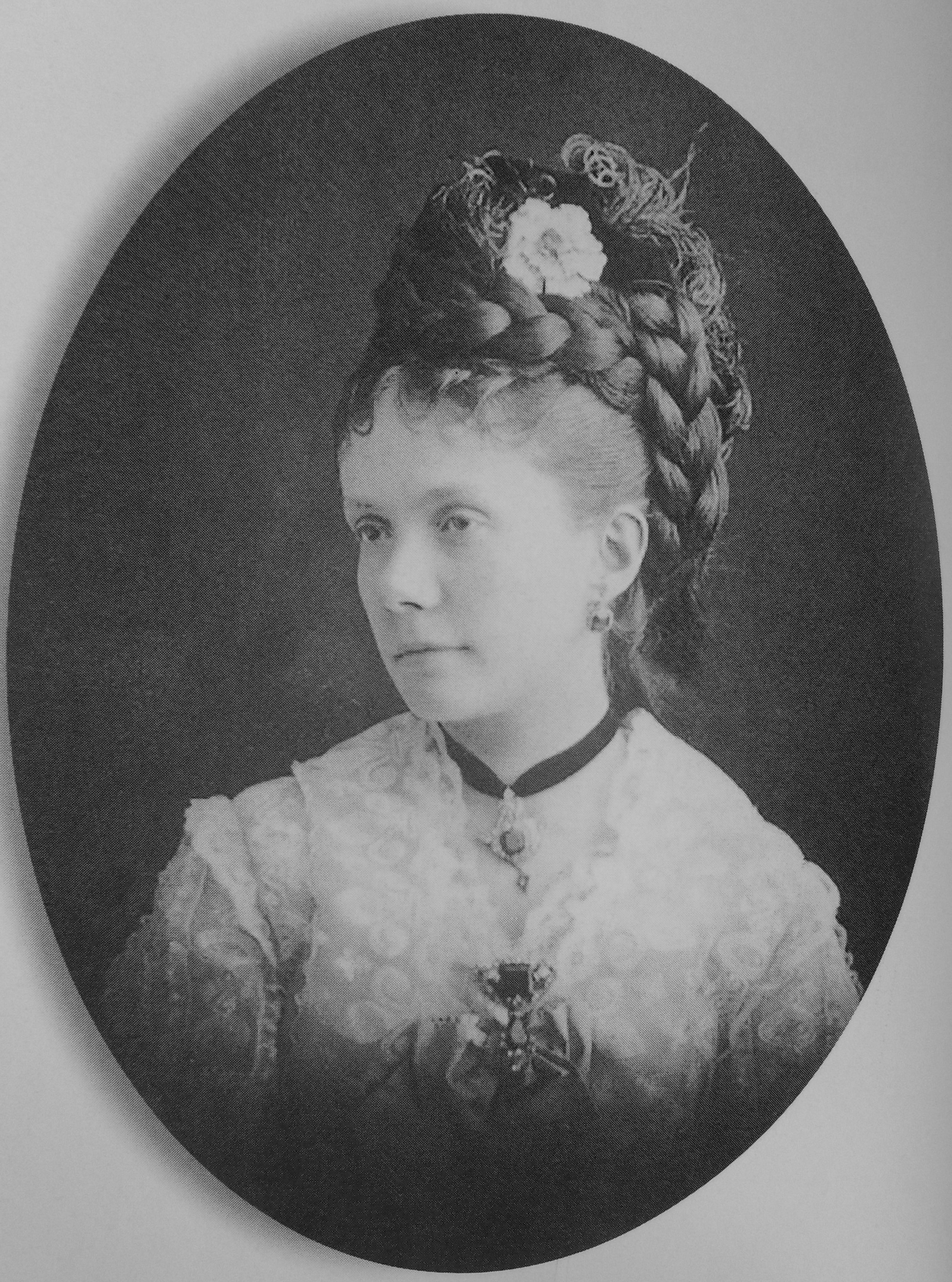
Maria Isabella van Spanje (1851-1931)

María Isabella Francisca de Asis Christina Francisca de Paula Dominga van Bourbon (Madrid, 20 december 1851 – Parijs, 23 april 1931) was een infante van Spanje. Ze was prinses van Asturië van 1851 tot 1857 en van 1874 tot 1880.
Haar volledige doopnaam luidde: Doña María Isabel Francisca de Asís Cristina Francisca de Paula Fernanda Luisa Josefa Trinidad Joaquina Ana Melchora Gaspara Baltasara María del Olvido Dolores Pilar Concepción Carmen Desamparados Filomena Micaela Rafaela Gabriela Dominga de la Cogolla Tomasa Teresa Rita Lucía Águeda Bárbara Bibiana María de la Cabeza Isidra Rosalía Polonia Lugarda Ramona de Cosme Damiana Antonia de San Antón Juana Bautista Vicenta de Ferrer Genara Francisca de Borja Blasa Jacoba de Roque Caralampia y de Todos los Santos de Borbón. Zij was de 473e dame in de Maria-Luisa-Orde.

## Jeugd
Infante María Isabella was het eerste levend geboren kind van koningin Isabella II van Spanje en dier echtgenoot Frans van Assisi van Bourbon. Haar vader was een kleinzoon in vrouwelijke lijn van koning Frans I der Beide Siciliën, de halfbroer van María Isabella’s latere echtgenoot. Na María Isabella kregen Isabella II en Frans nog tien kinderen, van wie er slechts drie de volwassen leeftijd bereikten. Bij haar geboorte kreeg ze de titel “prinses van Asturië” (de titel die de Spaanse troonopvolg(st)er draagt). Haar grootvader, koning Ferdinand VII, had namelijk de Salische Wet afgeschaft, waardoor vrouwen ook de Spaanse troon konden bestijgen, al werd er voorkeur gegeven aan een man. Toen koningin Isabella in 1857 een zoon kreeg, Alfons, droeg die voortaan de titel “prins van Asturië”.

## Huwelijk
María Isabella trad op 13 mei 1868 in Madrid in het huwelijk met prins Cajetaan van Bourbon-Sicilië (1846-1871), graaf van Girgenti. Hij was de vierde zoon van koning Ferdinand II der Beide Siciliën en diens tweede echtgenote, Theresia van Oostenrijk. Prins Cajetaan was dus de halfbroer van koning Frans I der Beide Siciliën. Cajetaan kreeg na het huwelijk de titel “infant van Spanje”. Het huwelijk zou kinderloos blijven. 
Terwijl het pasgetrouwde paar buiten Spanje op huwelijksreis was, bereikte hen het nieuws van een Spaanse revolutie die Isabella II gedwongen had in ballingschap te gaan. María Isabella kon dus niet terugkeren naar Spanje en was moest net als de rest van haar familie in ballingschap gaan. Terwijl ze in ballingschap waren, werd epilepsie bij Cajetaan ontdekt. Drie jaar na hun huwelijk werd María Isabella al weduwe: Cajetaan pleegde zelfmoord. Hij was toen 25 jaar oud. 

## Terugkeer en ballingschap

Isabella, Prinses van Asturië wapen (1874-1880) met de cordelière van een weduwe en de Maria-Luisa-Orde

In 1874 werd de Spaanse monarchie hersteld, waardoor María Isabella kon terugkeren naar Spanje. Haar broer werd als Alfons XII gekroond tot de Spaanse koning, waardoor María Isabella weer Prinses van Asturië werd. Toen Alfons in 1880 een dochtertje, Maria de las Mercedes, kreeg, ging deze titel op haar over. De Spaanse regering heeft María Isabella in de periode 1874-1880 nooit officieel als Prinses van Asturië erkend.
María Isabella genoot een grote populariteit in Spanje. Dit was waarschijnlijk ook de reden dat zij in april 1931, toen de Tweede Spaanse Republiek werd uitgeroepen, niet werd gedwongen in ballingschap te gaan. Zij koos er echter zelf voor om met haar familie Spanje te verlaten. Vijf dagen nadat ze Spanje had verlaten, stierf ze echter een natuurlijke dood in Parijs. Ze was toen 79 jaar oud. María Isabella werd in Frankrijk begraven, maar werd in 1991 door de koning Juan Carlos I van Spanje herbegraven in Spanje.

## Kwartierstaat
| Karel IV van Spanje (1748-1819)        | Karel IV van Spanje (1748-1819)        | Karel IV van Spanje (1748-1819)        | Karel IV van Spanje (1748-1819)        | Karel IV van Spanje (1748-1819)            | Karel IV van Spanje (1748-1819)            | Maria Louisa van Parma (1751-1819)         | Maria Louisa van Parma (1751-1819)         | Maria Louisa van Parma (1751-1819)         | Maria Louisa van Parma (1751-1819)         | Maria Louisa van Parma (1751-1819)       | Maria Louisa van Parma (1751-1819)       |                                          |                                          | Frans I der Beide Siciliën (1777-1830)   | Frans I der Beide Siciliën (1777-1830)   | Frans I der Beide Siciliën (1777-1830)           | Frans I der Beide Siciliën (1777-1830)           | Frans I der Beide Siciliën (1777-1830)           | Frans I der Beide Siciliën (1777-1830)           | Maria Isabella van Bourbon (1789-1848)           | Maria Isabella van Bourbon (1789-1848)           | Maria Isabella van Bourbon (1789-1848) | Maria Isabella van Bourbon (1789-1848) | Maria Isabella van Bourbon (1789-1848)  | Maria Isabella van Bourbon (1789-1848)  |                                         |                                         | Karel IV van Spanje (1748-1819)         | Karel IV van Spanje (1748-1819)         | Karel IV van Spanje (1748-1819) | Karel IV van Spanje (1748-1819) | Karel IV van Spanje (1748-1819)         | Karel IV van Spanje (1748-1819)         | Maria Louisa van Parma (1751-1819)      | Maria Louisa van Parma (1751-1819)      | Maria Louisa van Parma (1751-1819)      | Maria Louisa van Parma (1751-1819)      | Maria Louisa van Parma (1751-1819) | Maria Louisa van Parma (1751-1819) |                                    |                                    | Frans I der Beide Siciliën (1777-1830) | Frans I der Beide Siciliën (1777-1830) | Frans I der Beide Siciliën (1777-1830)          | Frans I der Beide Siciliën (1777-1830)          | Frans I der Beide Siciliën (1777-1830)          | Frans I der Beide Siciliën (1777-1830)          | Maria Isabella van Bourbon (1789-1848)                   | Maria Isabella van Bourbon (1789-1848)                   | Maria Isabella van Bourbon (1789-1848)                   | Maria Isabella van Bourbon (1789-1848)                   | Maria Isabella van Bourbon (1789-1848)                   | Maria Isabella van Bourbon (1789-1848)                   |  |  |  |  |  |  |  |  |  |  |  |  |  |  |  |  |  |  |  |  |  |  |  |  |  |  |  |  |  |  |  |  |  |  |  |  |  |  |  |  |  |  |  |  |  |  |  |  |
| Karel IV van Spanje (1748-1819)        | Karel IV van Spanje (1748-1819)        | Karel IV van Spanje (1748-1819)        | Karel IV van Spanje (1748-1819)        | Karel IV van Spanje (1748-1819)            | Karel IV van Spanje (1748-1819)            | Maria Louisa van Parma (1751-1819)         | Maria Louisa van Parma (1751-1819)         | Maria Louisa van Parma (1751-1819)         | Maria Louisa van Parma (1751-1819)         | Maria Louisa van Parma (1751-1819)       | Maria Louisa van Parma (1751-1819)       |                                          |                                          | Frans I der Beide Siciliën (1777-1830)   | Frans I der Beide Siciliën (1777-1830)   | Frans I der Beide Siciliën (1777-1830)           | Frans I der Beide Siciliën (1777-1830)           | Frans I der Beide Siciliën (1777-1830)           | Frans I der Beide Siciliën (1777-1830)           | Maria Isabella van Bourbon (1789-1848)           | Maria Isabella van Bourbon (1789-1848)           | Maria Isabella van Bourbon (1789-1848) | Maria Isabella van Bourbon (1789-1848) | Maria Isabella van Bourbon (1789-1848)  | Maria Isabella van Bourbon (1789-1848)  |                                         |                                         | Karel IV van Spanje (1748-1819)         | Karel IV van Spanje (1748-1819)         | Karel IV van Spanje (1748-1819) | Karel IV van Spanje (1748-1819) | Karel IV van Spanje (1748-1819)         | Karel IV van Spanje (1748-1819)         | Maria Louisa van Parma (1751-1819)      | Maria Louisa van Parma (1751-1819)      | Maria Louisa van Parma (1751-1819)      | Maria Louisa van Parma (1751-1819)      | Maria Louisa van Parma (1751-1819) | Maria Louisa van Parma (1751-1819) |                                    |                                    | Frans I der Beide Siciliën (1777-1830) | Frans I der Beide Siciliën (1777-1830) | Frans I der Beide Siciliën (1777-1830)          | Frans I der Beide Siciliën (1777-1830)          | Frans I der Beide Siciliën (1777-1830)          | Frans I der Beide Siciliën (1777-1830)          | Maria Isabella van Bourbon (1789-1848)                   | Maria Isabella van Bourbon (1789-1848)                   | Maria Isabella van Bourbon (1789-1848)                   | Maria Isabella van Bourbon (1789-1848)                   | Maria Isabella van Bourbon (1789-1848)                   | Maria Isabella van Bourbon (1789-1848)                   |  |  |  |  |  |  |  |  |  |  |  |  |  |  |  |  |  |  |  |  |  |  |  |  |  |  |  |  |  |  |  |  |  |  |  |  |  |  |  |  |  |  |  |  |  |  |  |  |
|                                        |                                        |                                        |                                        |                                            |                                            |                                            |                                            |                                            |                                            |                                          |                                          |                                          |                                          |                                          |                                          |                                                  |                                                  |                                                  |                                                  |                                                  |                                                  |                                        |                                        |                                         |                                         |                                         |                                         |                                         |                                         |                                 |                                 |                                         |                                         |                                         |                                         |                                         |                                         |                                    |                                    |                                    |                                    |                                        |                                        |                                                 |                                                 |                                                 |                                                 |                                                          |                                                          |                                                          |                                                          |                                                          |                                                          |  |  |  |  |  |  |  |  |  |  |  |  |  |  |  |  |  |  |  |  |  |  |  |  |  |  |  |  |  |  |  |  |  |  |  |  |  |  |  |  |  |  |  |  |  |  |  |  |
|                                        |                                        |                                        |                                        | Francisco de Paula van Bourbon (1794-1865) | Francisco de Paula van Bourbon (1794-1865) | Francisco de Paula van Bourbon (1794-1865) | Francisco de Paula van Bourbon (1794-1865) | Francisco de Paula van Bourbon (1794-1865) | Francisco de Paula van Bourbon (1794-1865) |                                          |                                          |                                          |                                          |                                          |                                          | Louise Charlotte van Bourbon-Sicilië (1804-1844) | Louise Charlotte van Bourbon-Sicilië (1804-1844) | Louise Charlotte van Bourbon-Sicilië (1804-1844) | Louise Charlotte van Bourbon-Sicilië (1804-1844) | Louise Charlotte van Bourbon-Sicilië (1804-1844) | Louise Charlotte van Bourbon-Sicilië (1804-1844) |                                        |                                        |                                         |                                         |                                         |                                         |                                         |                                         |                                 |                                 | Ferdinand VII van Spanje (1784-1833)    | Ferdinand VII van Spanje (1784-1833)    | Ferdinand VII van Spanje (1784-1833)    | Ferdinand VII van Spanje (1784-1833)    | Ferdinand VII van Spanje (1784-1833)    | Ferdinand VII van Spanje (1784-1833)    |                                    |                                    |                                    |                                    |                                        |                                        | Maria Christina van Bourbon-Sicilië (1806-1878) | Maria Christina van Bourbon-Sicilië (1806-1878) | Maria Christina van Bourbon-Sicilië (1806-1878) | Maria Christina van Bourbon-Sicilië (1806-1878) | Maria Christina van Bourbon-Sicilië (1806-1878)          | Maria Christina van Bourbon-Sicilië (1806-1878)          |                                                          |                                                          |                                                          |                                                          |  |  |  |  |  |  |  |  |  |  |  |  |  |  |  |  |  |  |  |  |  |  |  |  |  |  |  |  |  |  |  |  |  |  |  |  |  |  |  |  |  |  |  |  |  |  |  |  |
|                                        |                                        |                                        |                                        | Francisco de Paula van Bourbon (1794-1865) | Francisco de Paula van Bourbon (1794-1865) | Francisco de Paula van Bourbon (1794-1865) | Francisco de Paula van Bourbon (1794-1865) | Francisco de Paula van Bourbon (1794-1865) | Francisco de Paula van Bourbon (1794-1865) |                                          |                                          |                                          |                                          |                                          |                                          | Louise Charlotte van Bourbon-Sicilië (1804-1844) | Louise Charlotte van Bourbon-Sicilië (1804-1844) | Louise Charlotte van Bourbon-Sicilië (1804-1844) | Louise Charlotte van Bourbon-Sicilië (1804-1844) | Louise Charlotte van Bourbon-Sicilië (1804-1844) | Louise Charlotte van Bourbon-Sicilië (1804-1844) |                                        |                                        |                                         |                                         |                                         |                                         |                                         |                                         |                                 |                                 | Ferdinand VII van Spanje (1784-1833)    | Ferdinand VII van Spanje (1784-1833)    | Ferdinand VII van Spanje (1784-1833)    | Ferdinand VII van Spanje (1784-1833)    | Ferdinand VII van Spanje (1784-1833)    | Ferdinand VII van Spanje (1784-1833)    |                                    |                                    |                                    |                                    |                                        |                                        | Maria Christina van Bourbon-Sicilië (1806-1878) | Maria Christina van Bourbon-Sicilië (1806-1878) | Maria Christina van Bourbon-Sicilië (1806-1878) | Maria Christina van Bourbon-Sicilië (1806-1878) | Maria Christina van Bourbon-Sicilië (1806-1878)          | Maria Christina van Bourbon-Sicilië (1806-1878)          |                                                          |                                                          |                                                          |                                                          |  |  |  |  |  |  |  |  |  |  |  |  |  |  |  |  |  |  |  |  |  |  |  |  |  |  |  |  |  |  |  |  |  |  |  |  |  |  |  |  |  |  |  |  |  |  |  |  |
|                                        |                                        |                                        |                                        |                                            |                                            |                                            |                                            |                                            |                                            | Frans van Assisi van Bourbon (1822-1902) | Frans van Assisi van Bourbon (1822-1902) | Frans van Assisi van Bourbon (1822-1902) | Frans van Assisi van Bourbon (1822-1902) | Frans van Assisi van Bourbon (1822-1902) | Frans van Assisi van Bourbon (1822-1902) |                                                  |                                                  |                                                  |                                                  |                                                  |                                                  |                                        |                                        |                                         |                                         |                                         |                                         |                                         |                                         |                                 |                                 |                                         |                                         |                                         |                                         |                                         |                                         | Isabella II van Spanje (1830-1904) | Isabella II van Spanje (1830-1904) | Isabella II van Spanje (1830-1904) | Isabella II van Spanje (1830-1904) | Isabella II van Spanje (1830-1904)     | Isabella II van Spanje (1830-1904)     |                                                 |                                                 |                                                 |                                                 |                                                          |                                                          |                                                          |                                                          |                                                          |                                                          |  |  |  |  |  |  |  |  |  |  |  |  |  |  |  |  |  |  |  |  |  |  |  |  |  |  |  |  |  |  |  |  |  |  |  |  |  |  |  |  |  |  |  |  |  |  |  |  |
|                                        |                                        |                                        |                                        |                                            |                                            |                                            |                                            |                                            |                                            | Frans van Assisi van Bourbon (1822-1902) | Frans van Assisi van Bourbon (1822-1902) | Frans van Assisi van Bourbon (1822-1902) | Frans van Assisi van Bourbon (1822-1902) | Frans van Assisi van Bourbon (1822-1902) | Frans van Assisi van Bourbon (1822-1902) |                                                  |                                                  |                                                  |                                                  |                                                  |                                                  |                                        |                                        |                                         |                                         |                                         |                                         |                                         |                                         |                                 |                                 |                                         |                                         |                                         |                                         |                                         |                                         | Isabella II van Spanje (1830-1904) | Isabella II van Spanje (1830-1904) | Isabella II van Spanje (1830-1904) | Isabella II van Spanje (1830-1904) | Isabella II van Spanje (1830-1904)     | Isabella II van Spanje (1830-1904)     |                                                 |                                                 |                                                 |                                                 |                                                          |                                                          |                                                          |                                                          |                                                          |                                                          |  |  |  |  |  |  |  |  |  |  |  |  |  |  |  |  |  |  |  |  |  |  |  |  |  |  |  |  |  |  |  |  |  |  |  |  |  |  |  |  |  |  |  |  |  |  |  |  |
|                                        |                                        |                                        |                                        |                                            |                                            |                                            |                                            |                                            |                                            |                                          |                                          |                                          |                                          |                                          |                                          |                                                  |                                                  |                                                  |                                                  |                                                  |                                                  |                                        |                                        |                                         |                                         |                                         |                                         |                                         |                                         |                                 |                                 |                                         |                                         |                                         |                                         |                                         |                                         |                                    |                                    |                                    |                                    |                                        |                                        |                                                 |                                                 |                                                 |                                                 |                                                          |                                                          |                                                          |                                                          |                                                          |                                                          |  |  |  |  |  |  |  |  |  |  |  |  |  |  |  |  |  |  |  |  |  |  |  |  |  |  |  |  |  |  |  |  |  |  |  |  |  |  |  |  |  |  |  |  |  |  |  |  |
|                                        |                                        |                                        |                                        |                                            |                                            |                                            |                                            |                                            |                                            |                                          |                                          |                                          |                                          |                                          |                                          |                                                  |                                                  |                                                  |                                                  |                                                  |                                                  |                                        |                                        |                                         |                                         |                                         |                                         |                                         |                                         |                                 |                                 |                                         |                                         |                                         |                                         |                                         |                                         |                                    |                                    |                                    |                                    |                                        |                                        |                                                 |                                                 |                                                 |                                                 |                                                          |                                                          |                                                          |                                                          |                                                          |                                                          |  |  |  |  |  |  |  |  |  |  |  |  |  |  |  |  |  |  |  |  |  |  |  |  |  |  |  |  |  |  |  |  |  |  |  |  |  |  |  |  |  |  |  |  |  |  |  |  |
| Maria Isabella van Bourbon (1851-1931) | Maria Isabella van Bourbon (1851-1931) | Maria Isabella van Bourbon (1851-1931) | Maria Isabella van Bourbon (1851-1931) | Maria Isabella van Bourbon (1851-1931)     | Maria Isabella van Bourbon (1851-1931)     |                                            |                                            | Alfons XII van Spanje (1857-1885)          | Alfons XII van Spanje (1857-1885)          | Alfons XII van Spanje (1857-1885)        | Alfons XII van Spanje (1857-1885)        | Alfons XII van Spanje (1857-1885)        | Alfons XII van Spanje (1857-1885)        |                                          |                                          | María de la Concepción van Bourbon (1859-1861)   | María de la Concepción van Bourbon (1859-1861)   | María de la Concepción van Bourbon (1859-1861)   | María de la Concepción van Bourbon (1859-1861)   | María de la Concepción van Bourbon (1859-1861)   | María de la Concepción van Bourbon (1859-1861)   |                                        |                                        | María del Pilar van Bourbon (1861-1879) | María del Pilar van Bourbon (1861-1879) | María del Pilar van Bourbon (1861-1879) | María del Pilar van Bourbon (1861-1879) | María del Pilar van Bourbon (1861-1879) | María del Pilar van Bourbon (1861-1879) |                                 |                                 | Maria de la Paz van Bourbon (1862-1946) | Maria de la Paz van Bourbon (1862-1946) | Maria de la Paz van Bourbon (1862-1946) | Maria de la Paz van Bourbon (1862-1946) | Maria de la Paz van Bourbon (1862-1946) | Maria de la Paz van Bourbon (1862-1946) |                                    |                                    | Eulalia van Bourbon (1864-1958)    | Eulalia van Bourbon (1864-1958)    | Eulalia van Bourbon (1864-1958)        | Eulalia van Bourbon (1864-1958)        | Eulalia van Bourbon (1864-1958)                 | Eulalia van Bourbon (1864-1958)                 |                                                 |                                                 | ... + 4 jong overleden broers en 1 jong overleden zuster | ... + 4 jong overleden broers en 1 jong overleden zuster | ... + 4 jong overleden broers en 1 jong overleden zuster | ... + 4 jong overleden broers en 1 jong overleden zuster | ... + 4 jong overleden broers en 1 jong overleden zuster | ... + 4 jong overleden broers en 1 jong overleden zuster |  |  |  |  |  |  |  |  |  |  |  |  |  |  |  |  |  |  |  |  |  |  |  |  |  |  |  |  |  |  |  |  |  |  |  |  |  |  |  |  |  |  |  |  |  |  |  |  |